# Атамановка (Волгоградська область)
Атамановка (рос. Атамановка) — хутір у Даниловському районі Волгоградської області Російської Федерації.
Населення становить 601 особу. Входить до складу муніципального утворення Атамановське сільське поселення.

## Історія
Хутір розташований у межах українського історичного та культурного регіону Жовтий Клин.
Згідно із законом від 22 грудня 2004 року № 1058-ОД органом місцевого самоврядування є Атамановське сільське поселення.

## Населення
| 2010 |
| ---- |
| 601  |